# Tournoi du Japon de rugby à sept 2001
Navigation
2000 2012
Le Tournoi du Japon de rugby à sept 2001 (anglais : Japan rugby sevens 2001) est la 7e étape la saison 2000-2001 du IRB Sevens World Series. Elle se déroule les 29 et 30 avril 2001 au Chichibunomiya Stadium à Tokyo, en Japon.
La victoire finale revient à l'équipe de Nouvelle-Zélande, battant en finale l'équipe d'Australie sur le score de 26 à 12.

## Équipes participantes
Seize équipes participent au tournoi :
- Afrique du Sud
- Angleterre
- Argentine
- Australie
- Canada
- Corée du Sud
- Fidji
- France
- Pays de Galles
- Hong Kong
- Japon
- Malaisie
- Nouvelle-Zélande
- Samoa
- Taipei chinois
- États-Unis

## Phase de poules

### Poule A
| Rang | Pays             | J | V | N | D | Pm  | Pe  | Diff | Pts |
| ---- | ---------------- | - | - | - | - | --- | --- | ---- | --- |
| 1    | Nouvelle-Zélande | 3 | 3 | 0 | 0 | 128 | 17  | +111 | 9   |
| 2    | Afrique du Sud   | 3 | 2 | 0 | 1 | 73  | 38  | +35  | 7   |
| 3    | Corée du Sud     | 3 | 1 | 0 | 2 | 59  | 78  | -19  | 5   |
| 4    | Taipei chinois   | 3 | 0 | 0 | 3 | 5   | 132 | -127 | 3   |

|  | Nouvelle-Zélande | 19 - 12 | Afrique du Sud | Chichibunomiya Stadium, Tokyo |
|  |                  |         |                | Chichibunomiya Stadium, Tokyo |
|  |                  |         |                | Chichibunomiya Stadium, Tokyo |

|  | Corée du Sud | 35 - 5 | Taipei chinois | Chichibunomiya Stadium, Tokyo |
|  |              |        |                | Chichibunomiya Stadium, Tokyo |
|  |              |        |                | Chichibunomiya Stadium, Tokyo |

|  | Afrique du Sud | 21 - 19 | Corée du Sud | Chichibunomiya Stadium, Tokyo |
|  |                |         |              | Chichibunomiya Stadium, Tokyo |
|  |                |         |              | Chichibunomiya Stadium, Tokyo |

|  | Nouvelle-Zélande | 57 - 0 | Taipei chinois | Chichibunomiya Stadium, Tokyo |
|  |                  |        |                | Chichibunomiya Stadium, Tokyo |
|  |                  |        |                | Chichibunomiya Stadium, Tokyo |

|  | Afrique du Sud | 40 - 0 | Taipei chinois | Chichibunomiya Stadium, Tokyo |
|  |                |        |                | Chichibunomiya Stadium, Tokyo |
|  |                |        |                | Chichibunomiya Stadium, Tokyo |

|  | Nouvelle-Zélande | 52 - 5 | Corée du Sud | Chichibunomiya Stadium, Tokyo |
|  |                  |        |              | Chichibunomiya Stadium, Tokyo |
|  |                  |        |              | Chichibunomiya Stadium, Tokyo |

### Poule B
| Rang | Pays       | J | V | N | D | Pm  | Pe  | Diff | Pts |
| ---- | ---------- | - | - | - | - | --- | --- | ---- | --- |
| 1    | Australie  | 3 | 3 | 0 | 0 | 133 | 0   | +133 | 9   |
| 2    | Angleterre | 3 | 2 | 0 | 1 | 55  | 38  | +17  | 7   |
| 3    | Japon      | 3 | 1 | 0 | 2 | 56  | 65  | -9   | 5   |
| 4    | Malaisie   | 3 | 0 | 0 | 3 | 12  | 153 | -141 | 3   |

|  | Australie | 26 - 0 | Angleterre | Chichibunomiya Stadium, Tokyo |
|  |           |        |            | Chichibunomiya Stadium, Tokyo |
|  |           |        |            | Chichibunomiya Stadium, Tokyo |

|  | Japon | 49 - 7 | Malaisie | Chichibunomiya Stadium, Tokyo |
|  |       |        |          | Chichibunomiya Stadium, Tokyo |
|  |       |        |          | Chichibunomiya Stadium, Tokyo |

|  | Angleterre | 24 - 7 | Japon | Chichibunomiya Stadium, Tokyo |
|  |            |        |       | Chichibunomiya Stadium, Tokyo |
|  |            |        |       | Chichibunomiya Stadium, Tokyo |

|  | Australie | 73 - 0 | Malaisie | Chichibunomiya Stadium, Tokyo |
|  |           |        |          | Chichibunomiya Stadium, Tokyo |
|  |           |        |          | Chichibunomiya Stadium, Tokyo |

|  | Angleterre | 31 - 5 | Malaisie | Chichibunomiya Stadium, Tokyo |
|  |            |        |          | Chichibunomiya Stadium, Tokyo |
|  |            |        |          | Chichibunomiya Stadium, Tokyo |

|  | Australie | 34 - 0 | Japon | Chichibunomiya Stadium, Tokyo |
|  |           |        |       | Chichibunomiya Stadium, Tokyo |
|  |           |        |       | Chichibunomiya Stadium, Tokyo |

### Poule C
| Rang | Pays      | J | V | N | D | Pm  | Pe | Diff | Pts |
| ---- | --------- | - | - | - | - | --- | -- | ---- | --- |
| 1    | Fidji     | 3 | 3 | 0 | 0 | 104 | 12 | +92  | 9   |
| 2    | Canada    | 3 | 2 | 0 | 1 | 81  | 40 | +41  | 7   |
| 3    | France    | 3 | 1 | 0 | 2 | 19  | 62 | -43  | 5   |
| 4    | Hong Kong | 3 | 0 | 0 | 3 | 0   | 90 | -90  | 3   |

|  | Fidji | 40 - 12 | Canada | Chichibunomiya Stadium, Tokyo |
|  |       |         |        | Chichibunomiya Stadium, Tokyo |
|  |       |         |        | Chichibunomiya Stadium, Tokyo |

|  | France | 19 - 0 | Hong Kong | Chichibunomiya Stadium, Tokyo |
|  |        |        |           | Chichibunomiya Stadium, Tokyo |
|  |        |        |           | Chichibunomiya Stadium, Tokyo |

|  | Canada | 31 - 0 | France | Chichibunomiya Stadium, Tokyo |
|  |        |        |        | Chichibunomiya Stadium, Tokyo |
|  |        |        |        | Chichibunomiya Stadium, Tokyo |

|  | Fidji | 33 - 0 | Hong Kong | Chichibunomiya Stadium, Tokyo |
|  |       |        |           | Chichibunomiya Stadium, Tokyo |
|  |       |        |           | Chichibunomiya Stadium, Tokyo |

|  | Canada | 38 - 0 | Hong Kong | Chichibunomiya Stadium, Tokyo |
|  |        |        |           | Chichibunomiya Stadium, Tokyo |
|  |        |        |           | Chichibunomiya Stadium, Tokyo |

|  | Fidji | 31 - 0 | France | Chichibunomiya Stadium, Tokyo |
|  |       |        |        | Chichibunomiya Stadium, Tokyo |
|  |       |        |        | Chichibunomiya Stadium, Tokyo |

### Poule D
| Rang | Pays           | J | V | N | D | Pm | Pe | Diff | Pts |
| ---- | -------------- | - | - | - | - | -- | -- | ---- | --- |
| 1    | Samoa          | 3 | 3 | 0 | 0 | 88 | 22 | +66  | 9   |
| 2    | Pays de Galles | 3 | 2 | 0 | 1 | 48 | 61 | -13  | 7   |
| 3    | Argentine      | 3 | 1 | 0 | 2 | 53 | 50 | +3   | 5   |
| 4    | États-Unis     | 3 | 0 | 0 | 3 | 24 | 80 | -56  | 3   |

|  | Samoa | 24 - 7 | Argentine | Chichibunomiya Stadium, Tokyo |
|  |       |        |           | Chichibunomiya Stadium, Tokyo |
|  |       |        |           | Chichibunomiya Stadium, Tokyo |

|  | Pays de Galles | 24 - 7 | États-Unis | Chichibunomiya Stadium, Tokyo |
|  |                |        |            | Chichibunomiya Stadium, Tokyo |
|  |                |        |            | Chichibunomiya Stadium, Tokyo |

|  | Argentine | 34 - 7 | États-Unis | Chichibunomiya Stadium, Tokyo |
|  |           |        |            | Chichibunomiya Stadium, Tokyo |
|  |           |        |            | Chichibunomiya Stadium, Tokyo |

|  | Samoa | 42 - 5 | Pays de Galles | Chichibunomiya Stadium, Tokyo |
|  |       |        |                | Chichibunomiya Stadium, Tokyo |
|  |       |        |                | Chichibunomiya Stadium, Tokyo |

|  | Pays de Galles | 19 - 12 | Argentine | Chichibunomiya Stadium, Tokyo |
|  |                |         |           | Chichibunomiya Stadium, Tokyo |
|  |                |         |           | Chichibunomiya Stadium, Tokyo |

|  | Samoa | 22 - 10 | États-Unis | Chichibunomiya Stadium, Tokyo |
|  |       |         |            | Chichibunomiya Stadium, Tokyo |
|  |       |         |            | Chichibunomiya Stadium, Tokyo |

## Phase finale
Résultats de la phase finale

### Tournois principaux

#### Cup
|  | Quarts de finale | Quarts de finale |                  |    | Demi-finales | Demi-finales |  |  | Finale | Finale |
|  | Quarts de finale | Quarts de finale |                  |    | Demi-finales | Demi-finales |  |  | Finale | Finale |
|  |                  |                  |                  |    |              |              |  |  |        |        |
|  |                  |                  |                  |    |              |              |  |  |        |        |
|  |                  |                  |                  |    |              |              |  |  |        |        |
|  | Nouvelle-Zélande | 26               |                  |    |              |              |  |  |        |        |
|  | Nouvelle-Zélande | 26               |                  |    |              |              |  |  |        |        |
|  | Angleterre       | 7                |                  |    |              |              |  |  |        |        |
|  | Angleterre       | 7                | Nouvelle-Zélande | 17 |              |              |  |  |        |        |
|  |                  |                  | Nouvelle-Zélande | 17 |              |              |  |  |        |        |
|  |                  | Samoa            | 12               |    |              |              |  |  |        |        |
|  | Samoa            | Samoa            | 12               | 12 |              |              |  |  |        |        |
|  | Samoa            |                  |                  | 12 |              |              |  |  |        |        |
|  | Canada           | 7                |                  |    |              |              |  |  |        |        |
|  | Canada           | 7                | Nouvelle-Zélande | 26 |              |              |  |  |        |        |
|  |                  |                  | Nouvelle-Zélande | 26 |              |              |  |  |        |        |
|  |                  | Australie        | 12               |    |              |              |  |  |        |        |
|  | Australie        | Australie        | 12               | 12 |              |              |  |  |        |        |
|  | Australie        |                  |                  | 12 |              |              |  |  |        |        |
|  | Afrique du Sud   | 10               |                  |    |              |              |  |  |        |        |
|  | Afrique du Sud   | 10               | Australie        | 17 |              |              |  |  |        |        |
|  |                  |                  | Australie        | 17 |              |              |  |  |        |        |
|  |                  | Fidji            | 7                |    |              |              |  |  |        |        |
|  | Fidji            | Fidji            | 7                | 38 |              |              |  |  |        |        |
|  | Fidji            |                  |                  | 38 |              |              |  |  |        |        |
|  | Pays de Galles   | 5                |                  |    |              |              |  |  |        |        |
|  | Pays de Galles   | 5                |                  |    |              |              |  |  |        |        |

#### Bowl
|  | Quarts de finale | Quarts de finale |            |    | Demi-finales | Demi-finales |  |  | Finale | Finale |
|  | Quarts de finale | Quarts de finale |            |    | Demi-finales | Demi-finales |  |  | Finale | Finale |
|  |                  |                  |            |    |              |              |  |  |        |        |
|  |                  |                  |            |    |              |              |  |  |        |        |
|  |                  |                  |            |    |              |              |  |  |        |        |
|  | Argentine        | 36               |            |    |              |              |  |  |        |        |
|  | Argentine        | 36               |            |    |              |              |  |  |        |        |
|  | Hong Kong        | 0                |            |    |              |              |  |  |        |        |
|  | Hong Kong        | 0                | Argentine  | 19 |              |              |  |  |        |        |
|  |                  |                  | Argentine  | 19 |              |              |  |  |        |        |
|  |                  | Corée du Sud     | 12         |    |              |              |  |  |        |        |
|  | Corée du Sud     | Corée du Sud     | 12         | 40 |              |              |  |  |        |        |
|  | Corée du Sud     |                  |            | 40 |              |              |  |  |        |        |
|  | Malaisie         | 5                |            |    |              |              |  |  |        |        |
|  | Malaisie         | 5                | Argentine  | 31 |              |              |  |  |        |        |
|  |                  |                  | Argentine  | 31 |              |              |  |  |        |        |
|  |                  | États-Unis       | 19         |    |              |              |  |  |        |        |
|  | États-Unis       | États-Unis       | 19         | 12 |              |              |  |  |        |        |
|  | États-Unis       |                  |            | 12 |              |              |  |  |        |        |
|  | France           | 7                |            |    |              |              |  |  |        |        |
|  | France           | 7                | États-Unis | 19 |              |              |  |  |        |        |
|  |                  |                  | États-Unis | 19 |              |              |  |  |        |        |
|  |                  | Japon            | 5          |    |              |              |  |  |        |        |
|  | Japon            | Japon            | 5          | 19 |              |              |  |  |        |        |
|  | Japon            |                  |            | 19 |              |              |  |  |        |        |
|  | Taipei chinois   | 12               |            |    |              |              |  |  |        |        |
|  | Taipei chinois   | 12               |            |    |              |              |  |  |        |        |

### Matchs de classement

#### Plate
|  | Demi-finales   | Demi-finales |                |    | Finale | Finale |
|  | Demi-finales   | Demi-finales |                |    | Finale | Finale |
|  |                |              |                |    |        |        |
|  |                |              |                |    |        |        |
|  |                |              |                |    |        |        |
|  | Afrique du Sud | 19           |                |    |        |        |
|  | Afrique du Sud | 19           |                |    |        |        |
|  | Pays de Galles | 5            |                |    |        |        |
|  | Pays de Galles | 5            | Afrique du Sud | 38 |        |        |
|  |                |              | Afrique du Sud | 38 |        |        |
|  |                | Angleterre   | 15             |    |        |        |
|  | Angleterre     | Angleterre   | 15             | 29 |        |        |
|  | Angleterre     |              |                | 29 |        |        |
|  | Canada         | 5            |                |    |        |        |
|  | Canada         | 5            |                |    |        |        |

## Bilan
Statistiques sportives
- Meilleur marqueur du tournoi :
- Meilleur réalisateur du tournoi :

Affluences